# 达尔内欧谢讷
达尔内欧谢讷（法語：Darney-aux-Chênes，法語發音：[daʁnɛ o ʃɛn] ⓘ）是法国大東部大區孚日省的一个市镇，属于讷沙托区。

## 地理
达尔内欧谢讷（48°16'53"N, 5°49'8"E）面积2.44 平方千米，位于法国大東部大區孚日省，该省份为法国东北部内陆省份，北起默兹省和默尔特-摩泽尔省，西接上马恩省，南至上索恩省和贝尔福地区省，东临上莱茵省和下莱茵省。
与达尔内欧谢讷接壤的市镇（或旧市镇、城区）包括：隆尚苏沙特努瓦、奥兰维尔、鲁夫尔拉谢蒂沃、桑多库尔、沙特努瓦。

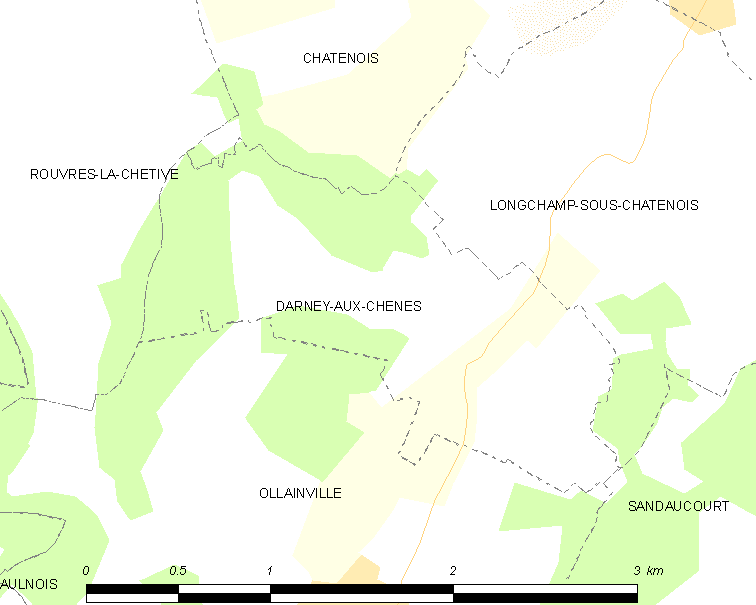
达尔内欧谢讷的OSM定位图

达尔内欧谢讷的时区为UTC+01:00、UTC+02:00（夏令时）。

## 行政
达尔内欧谢讷的邮政编码为88170，INSEE市镇编码为88125。

## 政治
达尔内欧谢讷所属的省级选区为米尔库尔县。

## 人口

1962-2008年间达尔内欧谢讷人口变化图示

达尔内欧谢讷于2022年1月1日时的人口数量为62人。